# Église Saint-Martin d'Alleyras
L'église Saint-Martin est une église située à Alleyras, en France.

## Localisation
L'église est située sur la commune d'Alleyras, dans le département français de la Haute-Loire.

## Historique
L'édifice, édifié au 12e siècle et remanié au 15e siècle,  est inscrit au titre des monuments historiques en 1932.